# Казанова Федеріко Фелліні
«Казанова Федеріко Фелліні» (італ. Il Casanova di Federico Fellini) — історичний фільм-драма 1976 року, поставлений режисером Федеріко Фелліні за автобіографічним твором Джакомо Казанови «Історія мого життя». Фільм здобув кінопремію «Оскар» за найкращий дизайн костюмів та отримав ще кілька престижних національних та міжнародних кінонагород .

## Сюжет
Оповідь у фільмі ведеться у формі спогадів постарілого Казанови про дні молодості. Історія Джакомо Казанови — це нескінченна низка випадкових зв'язків, бурхливих та дивних романів, спокушених і покинутих жінок у різних містах Європи. Статевий зв'язок з недокрівною хворою дівою повертає її до життя. У іншій сцені Казанова розігрує сцену спокушання черниці перед багатим вуайєристом. Наступний епізод — любовний поєдинок, де Казанова випереджає молодого суперника за кількістю статевих актів, що закінчилися оргазмом.
Усі ці строкаті швидкоплинні спогади виглядають як пошук нездійсненного жіночого ідеалу. І наприкінці розповіді Казанова — чи то в мареннях, чи то наяву — знаходить те, що він так довго шукав. Це бездушна лялька, манекен, з якою Казанова крутиться в останньому танці.

## Історія створення
У основу сюжету фільму лягла автобіографія Джакомо Казанови «Історія мого життя» (італ. «Storia della mia vita»).
Фільм «Казанова Федеріко Фелліні» — вільне переосмислення мемуарів знаменитого авантюриста XVIII століття — викликав деяке розчарування у частини критиків і глядачів, чи то невдоволених трактуванням образу Казанови, чи то пригнічених надмірним буйством фантазії генія режисури. Фелліні з явним небажанням взявся за цю постановку і пізніше признавався, що Казанова викликає у нього відразу, а мемуари «знаменитого коханця» здаються телефонною книгою.. Втім, режисер вважав фільм «найзавершенішим, найвиразнішим і сміливим» свої фільмом.

## У ролях
| • Дональд Сазерленд          | … | Джакомо Казанова           |
| • Тіна Омон                  | … | Генрієтта                  |
| • Сіселі Браун               | … | мадам д'Урфе               |
| • Кармен Скарпітта           | … | мадам Шарпільйон           |
| • Клара Альґранті            | … | Марколіна                  |
| • Даніела Ґатті              | … | Гізельда                   |
| • Адель Анджела Лоджодіче    | … | Розальба, механічна лялька |
| • Джон Карлсен               | … | лорд Талу                  |
| • Деніел Емілфорк Беренстайн | … | маркіз Дю Буа              |
| • Маргарет Клементі          | … | сестра Маддалена           |
| • Олімпія Карлізі            | … | Ізабелла                   |
| • Еліза Майнарді             | … | гостя (в титрах відсутня)  |
| • Сенді Аллен                | … | Ґоліата                    |

## Знімальна група
- Автори сценарію — Федеріко Фелліні, Бернардіно Дзаппоні
- Режисер-постановник — Федеріко Фелліні
- Продюсер — Альберто Грімальді
- Оператор — Джузеппе Ротунно
- Композитор — Ніно Рота
- Монтаж — Руджеро Мастроянні
- Художники по костюмах — Даніло Донаті, Санторія Тіреллі
- Артдиректор — Даніло Донаті, Федеріко Фелліні
- Підбір акторів — Паола Ролі

## Звукова доріжка
Оригінальний саундтрек для фільму був написаний Ніно Рота.
| #     | Назва                                   | Тривалість |
| ----- | --------------------------------------- | ---------- |
| 1.    | «O Venezia, Venaga, Venusia»            | 3:44       |
| 2.    | «L' Uccello Magico»                     | 2:11       |
| 3.    | «A Pranzo Dalla Marchesa Durfè»         | 1:51       |
| 4.    | «The Great Mouna»                       | 2:03       |
| 5.    | «Canto Della Buranella»                 | 1:25       |
| 6.    | «L' Uccello Magico a Parigi»            | 1:38       |
| 7.    | «L' Intermezzo Della Mantide Religiosa» | 3:41       |
| 8.    | «Pin Penin»                             | 3:07       |
| 9.    | «L' Uccello Magico a Dresda»            | 1:27       |
| 10.   | «Ricordo di Henriette»                  | 2:04       |
| 11.   | «L Uccello Magico a Roma»               | 1:53       |
| 12.   | «Il Duca di Wuttenberg»                 | 4:27       |
| 13.   | «La Poupée Automate»                    | 1:48       |
| 31:19 |                                         |            |

## Нагороди та номінації
| Список нагород та номінацій | Список нагород та номінацій | Список нагород та номінацій            | Список нагород та номінацій           | Список нагород та номінацій | Список нагород та номінацій |
| Кінопремія                  | Дата церемонії              | Категорія                              | Номінант(и)                           | Результат                   | Дж                          |
| --------------------------- | --------------------------- | -------------------------------------- | ------------------------------------- | --------------------------- | --------------------------- |
| Премія «Оскар»              | 1977                        | Найкращий сценарій                     | Федеріко Фелліні, Бернардіно Дзаппоні | Номінація                   |                             |
| Премія «Оскар»              | 1977                        | Найкращий дизайн костюмів              | Даніло Донаті                         | Перемога                    |                             |
| Премія «Давид ді Донателло» | 1977                        | Найкраща музика                        | Ніно Рота                             | Перемога                    |                             |
| Премія «Срібна стрічка»     | 1977                        | Найкращий сценарій                     | Федеріко Фелліні, Бернардіно Дзаппоні | Номінація                   |                             |
| Премія «Срібна стрічка»     | 1977                        | Найкращий оператор                     | Джузеппе Ротунно                      | Перемога                    |                             |
| Премія «Срібна стрічка»     | 1977                        | Найкраща робота художника-постановника | Даніло Донаті                         | Перемога                    |                             |
| Премія «Срібна стрічка»     | 1977                        | Найкращий дизайн костюмів              | Даніло Донаті                         | Перемога                    |                             |
| Премія BAFTA                | 1978                        | Найкращий оператор                     | Джузеппе Ротунно                      | Номінація                   |                             |
| Премія BAFTA                | 1978                        | Найкращий дизайн костюмів              | Даніло Донаті                         | Перемога                    |                             |
| Премія BAFTA                | 1978                        | Найкраща робота художника-постановника | Даніло Донаті, Федеріко Фелліні       | Перемога                    |                             |